# Udo Düllick

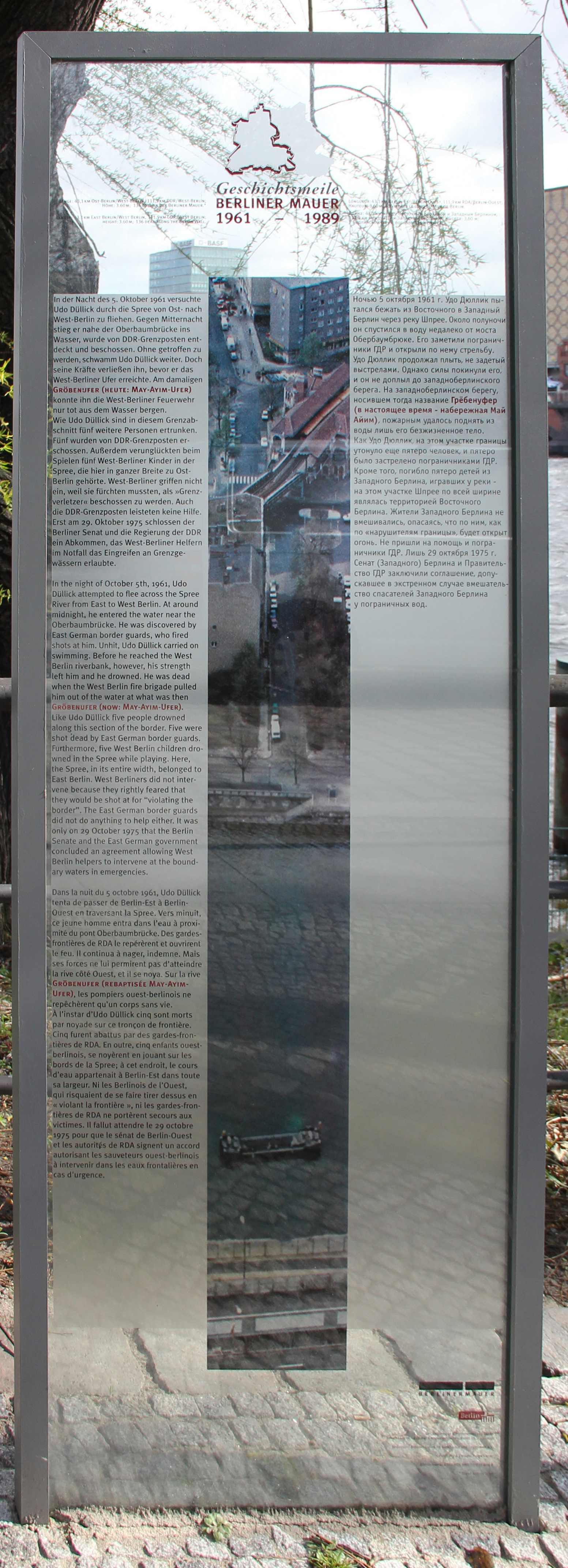
Gedenktafel am May-Ayim-Ufer, in Berlin-Kreuzberg

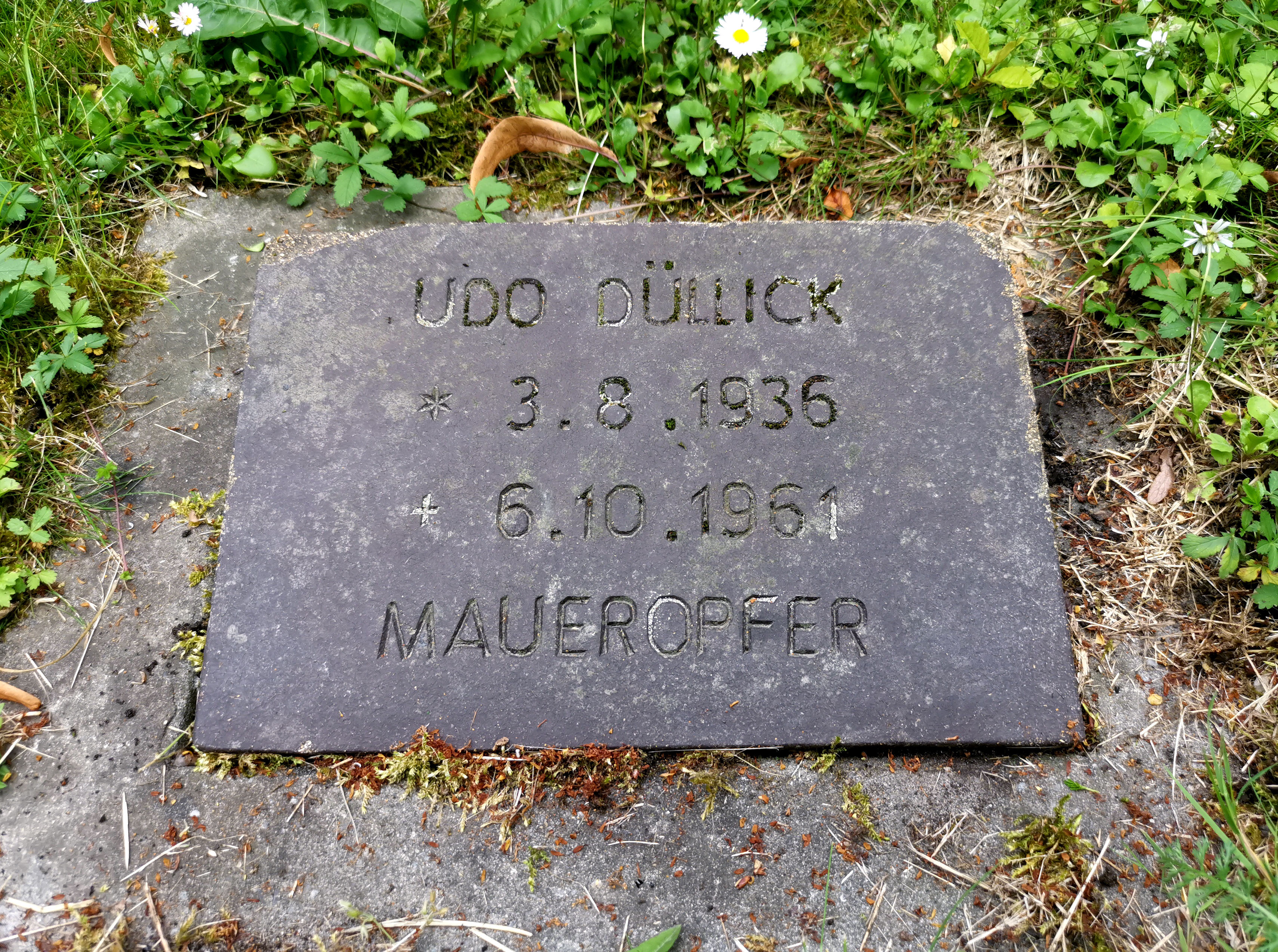
Grabstätte auf dem Friedhof IV der Gemeinde Jerusalems- und Neue Kirche in Berlin-Kreuzberg (Abt. 3-14-18)

Udo Düllick (* 3. August 1936 in Werder; † 5. Oktober 1961 in Berlin) war eines der ersten Todesopfer an der Berliner Mauer. Er ertrank bei der Flucht in der Spree zwischen Berlin-Friedrichshain und Kreuzberg in der Nähe der Oberbaumbrücke.

## Leben
Düllick war studierter Ingenieur und bei der Reichsbahn angestellt. Er wohnte noch bei seinen Eltern im östlich von Berlin gelegenen Werder. Dort wuchs er mit seinem älteren Bruder in einer katholischen Familie auf. Der Vater heiratete nach dem Tod der Mutter erneut. Sein Bruder ging 1959 nach West-Deutschland.
Am Abend des 5. Oktober 1961 besuchte er eine Betriebsfeier der Reichsbahn. Dort geriet er in Streit mit einem Vorgesetzten, dem er die Schulterstücke der Reichsbahnuniform abgerissen haben soll. Daraufhin wurde er auf der Stelle entlassen. Mit einem Taxi fuhr er gegen Mitternacht zum Berliner Osthafen und sprang dort ins Wasser. Während er Richtung Westen schwamm, gaben die Grenzsoldaten zunächst Warnschüsse ab. Schließlich schossen sie gezielt auf den Flüchtenden. Dieser ertrank, ohne getroffen worden zu sein. Die Feuerwehr von West-Berlin barg die Leiche des Flüchtlings, dessen Name noch unbekannt war.
Während der Flucht beobachteten West-Berliner das Geschehen. Sie mussten jedoch auf der Kaimauer bleiben, weil die Spree an der Stelle komplett zu Ost-Berlin gehörte. Am Tag nach seinem Tod versammelten sich hunderte West-Berliner am Gröbenufer zu einer Trauerfeier. Der im Westen lebende Bruder von Udo Düllick identifizierte die Leiche, nachdem in der Familie der Verdacht aufkam, dass es sich bei dem unbekannten Toten um Udo Düllick handeln könnte. Am Gröbenufer befindet sich noch heute ein Gedenkstein, der am Ewigkeitssonntag 1961 aufgestellt wurde. Ein Kreuz der Gedenkstätte Weiße Kreuze am Reichstagufer erinnert an Udo Düllick.